# 三星Galaxy S4 Mini
三星Galaxy S4 Mini（英語：Samsung Galaxy S4 Mini，寫作「Samsung GALAXY S4 mini」）是一款由韓國製造商三星電子研發的Android智能手机，於2013年5月31日發佈，並於同年7月正式發售。該產品是旗艦級智能手機Galaxy S4的中檔型號，並為Galaxy S III Mini的後繼型號。該產品配備與其對應高端型號相似的硬件設計與軟件功能。

## 技術規格

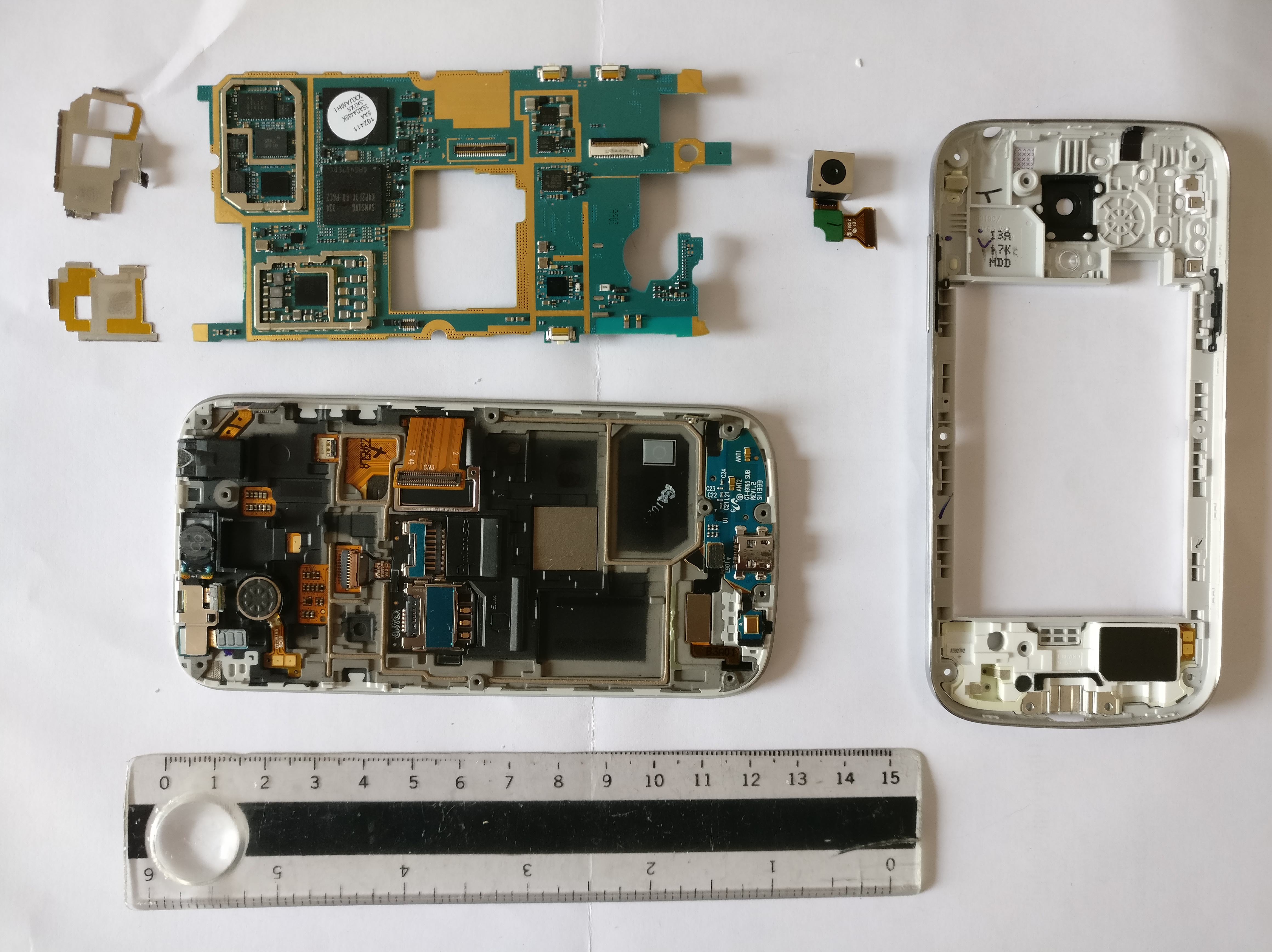
三星Galaxy S4 Mini的內部零件

S4 Mini採用與Galaxy S4大為相似的聚碳酸脂硬件設計。機體內包含1.7 GHz雙核心Snapdragon 400處理器、1.5 GB随机存取存储器、8 GB內部儲存空間（可透過microSD卡進行擴充），以及4.27吋qHD（540×960像素）Super AMOLED顯示屏。S4 Mini亦包含一枚190萬像素前置鏡頭，以及一枚經改進的800萬像素後置鏡頭，支援以每秒30幀的速度拍攝1080p影片，較Galaxy S3 Mini的720p為高。

### 軟件與更新
S4 Mini搭載與S4相似的Android 4.2操作系統及三星自家研發之TouchWiz軟件，但部份於S4上可用的功能並不可用（諸如Air Gestures、Air View、多重視窗、Smart Pause、Smart Rotation及Smart Scroll）。
2014年6月，廠方為S4 Mini推出Android 4.4.2「KitKat」更新（並非所有國家及地區適用），就用戶介面上作出少量更新，與Galaxy S4及S4 Active看齊。
2015年4月24日，3英國在回應網民就廠方會否為三星Galaxy S4 Mini推送Lollipop更新時指出，該產品因「記憶體限制」而不會獲得Lollipop更新。然而，3愛爾蘭於同日較後時間作出回應，指出該產品確實將會收到Lollipop的更新，並應該會於未來數週開始推送。縱使三星於英、美兩國的電訊商Sprint確認S4 Mini的用戶會收到Lollipop更新，但數則來自三星官方的轉發推文卻指相關內容失實，並指出該等更新無法通過內部測試。

### 國際變體
於歐洲、拉丁美洲及南非的大部份國家，以及少數亞洲國家所銷售的S4 mini版本包含一枚支援NFC、容量為1900 mAh的電池。事實上，於普通的Galaxy S4上（不論是Exynos或高通驍龍版本），NFC仍為該等產品的一項標準。
下列為Galaxy S4 Mini的不同型號：
- GSM & HSDPA（GT-I9190）；
- LTE（GT-I9195），配備NFC功能；
  - GT-I9195L，僅限拉丁美洲地區
  - GT-I9195T，僅限澳洲地區
- 雙SIM卡（GT-I9192），配備16 GB內部儲存空間（適用於部份國家或地區）；
- LTE（GT-I9197），不配備NFC功能；
- TD-SCDMA（GT-I9198）；
- 加拿大AWS LTE（SGH-I257M）；
- Verizon LTE（SCH-I435）。[13]

## 三星Galaxy S4 Mini Plus
2015年8月3日，三星發佈S4 Mini的更新版本，名為「S4 Mini Plus」（或稱「S4 Mini Value Edition」）。該產品配備全新的1.2 GHz四核心處理器、Adreno 306圖像處理器，並預載Android KitKat 4.4.4操作系統。其餘規格則與S4 Mini相同。Galaxy S4 Mini Plus以下列兩款變體形式發售：
- LTE（GT-I9195I），配備NFC功能；
- 雙SIM卡（GT-I9192I）。

## 後繼型號
Galaxy S4 Mini的後繼型號為Galaxy S5 Mini。該產品於2014年5月30日發佈，並於同年7月正式推出。

## 外部連結
- 完整手機規格 （页面存档备份，存于）

| 前任： 三星Galaxy S III Mini | 三星Galaxy S4 Mini 2013年 | 繼任： 三星Galaxy S5 Mini |